# Rob Wittman
Robert J. Wittman, detto Rob (Washington, 3 febbraio 1959) è un politico statunitense, membro della Camera dei Rappresentanti per lo stato della Virginia.

## Biografia
Nato a Washington, Wittman trascorse tutta la vita in Virginia, nella Contea di Westmoreland. Dopo aver frequentato la Virginia Polytechnic Institute and State University e l'Università della Carolina del Nord a Chapel Hill, Wittman cominciò a lavorare nel settore sanitario.
Successivamente fu consigliere comunale e sindaco di Montross e nel 2005 riuscì a farsi eleggere alla Camera dei Delegati della Virginia.
Nell'ottobre del 2007 la deputata repubblicana Jo Ann Davis morì a seguito di un cancro al seno e il suo seggio al Congresso rimase vacante. Wittman si candidò per succederle e vinse facilmente le elezioni speciali. Negli anni seguenti fu rieletto senza grandi ostacoli.
Wittman è di ideologia conservatrice ed è un accanito sostenitore dei tagli alle tasse e della tutela ambientale.